# 583 Klotilde
583 Klotilde eller 1905 SP är en asteroid i huvudbältet, som upptäcktes den 31 december 1905 av den österrikiske astronomen Johann Palisa. Den är uppkallad efter den österrikiske astronomen Edmund Weiss dotter, Klotilde Weiss.
Asteroiden har en diameter på ungefär 78 kilometer.